# Estrena (espectacle)

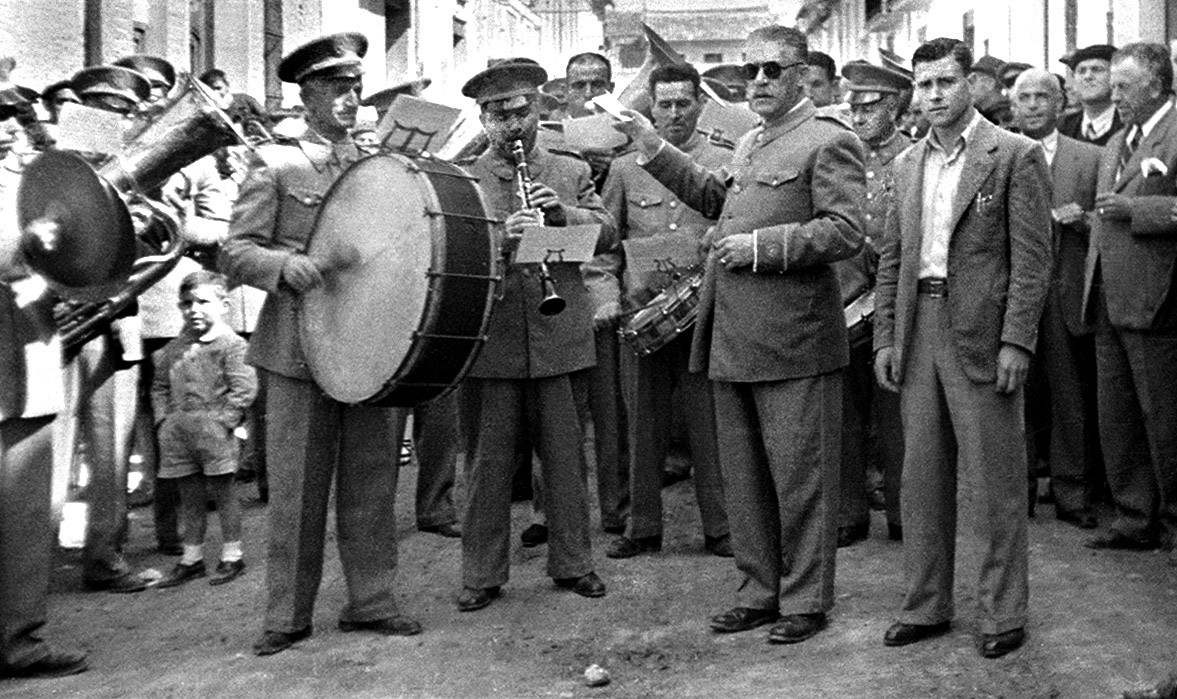
Estrena del Pasdoble Juliet, Alginet (Ribera Alta-País Valencià, 1947). D'esquerra a dreta Justiniano Latorre Rubio tocant el clarinet, Pasqual Pérez Choví dirigint i Juliet el pilotari

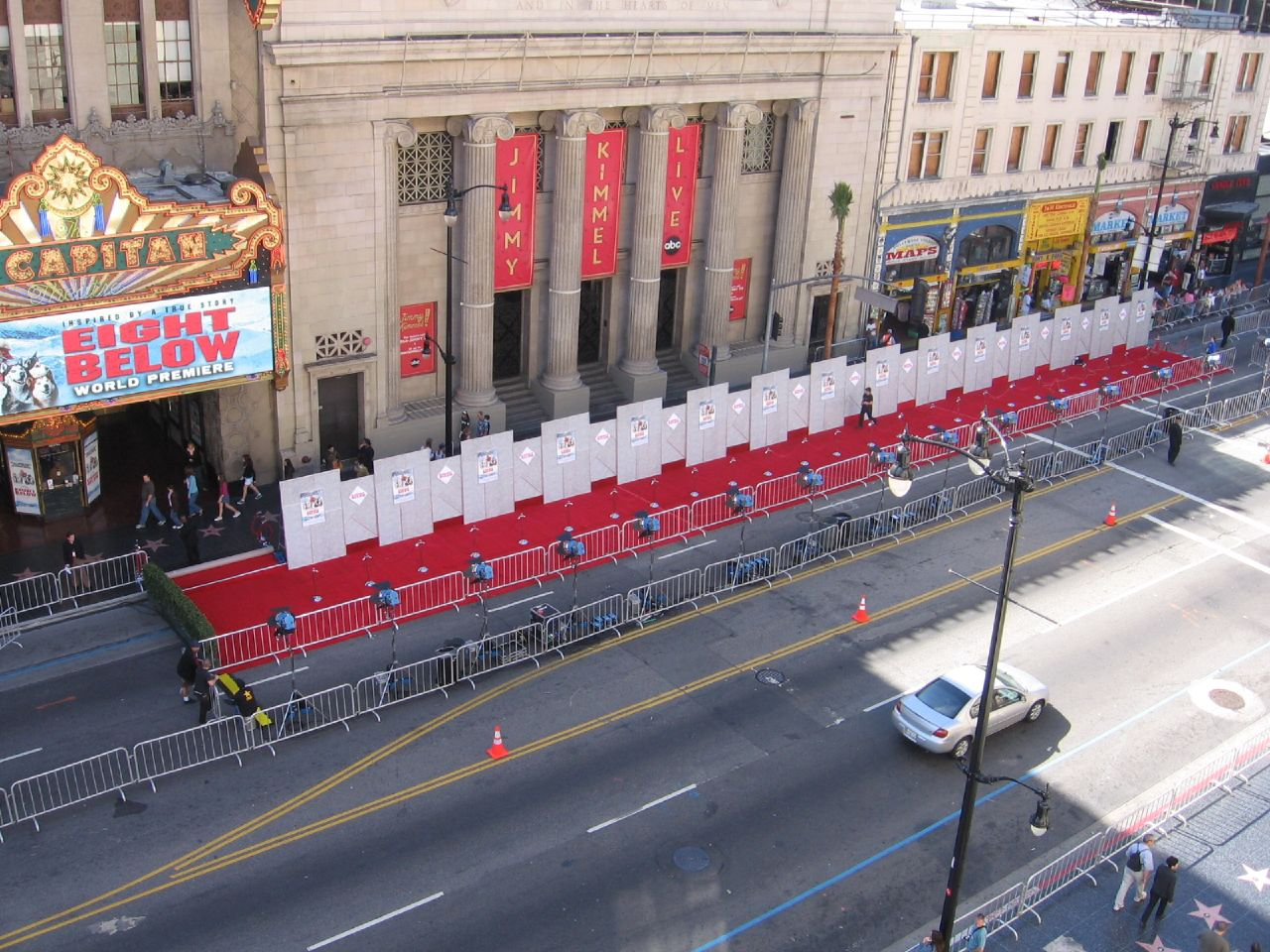
Preparació d'una estrena al Hollywood Boulevard

L'estrena és l'acte on es mostra per primera vegada un espectacle d'entreteniment, ja sigui una obra de teatre o pel·lícula, una primera presentació, exposició o projecció públiques d'una nova obra o posada en escena d'arts escèniques o visuals.
Generalment, les estrenes van acompanyades per la presència i/o intervenció d'alguns membres de l'equip tècnic o artístic (autors, intèrprets, guionistes, productors o altres participants de la seva creació).
L'acte mediàtic consisteix en la reunió per part d'una sèrie de socis comercials, crítics i/o estrelles per presentar sobre l'obra i fer un recull de les impressions experimentades durant el procés productiu. La finalitat de l'event és la amb la d'atreure l'atenció del públic per a l'estrena comercial amb el màxim nombre d'espectadors.
Des dels començaments de la industrialització del cinema, en les primeres dècades del segle xx, les estrenes s'han convertit en un acte clau per nombrosos actors donat que asseguraran la bona imatge, a més, de llançar o garantir la continuïtat de la seva carrera artística. Segons l'historiador contemporani Raymond Betts, l'inventor de l'estrena «moderna», implicant importants mitjans financers seria Sid Grauman, propietari del cèlebre teatre xinès a Los Angeles.

## A la televisió
A l'àmbit de la televisió l'estrena generalment s'ha de prendre en sentit figurat, ja que es tracta més aviat d'una primera difusió a gran escala. La finalitat és atreure la màxim audiència mitjançant la difusió d'un episodi que enganxarà el públic a una determinada sèrie.
El màrqueting utilitza abundantment el terme «estrena» quan una sèrie, telefilm o pel·lícula és difosa en una cadena per cable o satèl·lit abans de ser emesa per les cadenes hertzianes. La publicitat feta al voltant de l'esdeveniment serveix tant per guanyar-se la confiança d'una clientela com per donar una notícia, comunicant. En ambdós casos s'observa el privilegi que davant la possibilitat de veure una obra creadra, protagonitzada o dirigida abans que la resta de la població.

## Funcionament d'una estrena
En una estrena d'una gran pel·lícula, on els seus membres són estrelles de Hollywood, l'estrena sol tenir lloc a porta tancada, els convidats a l'event són gent determinada que forma part de la producció del film. Els assistents són: els directors, l'equip tècnic, el repartiment, amistats i família d'aquests esmentats anteriorment, celebritats, els sponsors, juntament amb els periodistes i crítics.
Els membres de la producció, en arribar a l'edifici on esdevindrà l'acte, caminaran per la famosa catifa vermella i, allà, els periodistes entrevistaran als actors i actrius, directors i directores mentre són fotografiats pels paparazzis o signen autògrafs. Alhora, la resta col·laboradors romandran a la mateixa sala de projecció a l'espera de l'arribada de les grans estrelles. 
A cada seient, normalment s'hi trobarà una bossa swag, on hi ha obsequis per als convidats, incorpora una ampolla d'aigua i un petit aperitiu. Tanmateix, es solen afegir regals com ara ninots dels personatges de la pel·lícula o objectes relacionats amb aquesta.
Un cop tothom és a la sala, el repartiment serà qui introduirà l'obra audiovisual al públic abans de ser projectada.
En acabar la pel·lícula, els espectadors aplaudiran a tot l'equip i es donarà pas al moment dels discursos que seran breus, d'entre uns 5 i 10 minuts i, en tot moment, s'indicarà i s'agrairà la gran feina relitzada per part de tot l'equip, tant tècnic com artístic.
Finalment, l'esdeveniment conclourà i els protagonistes passaran a ser els crítics, que publicaran la seva valoració en la premsa, comentaris que engrescaran als espectadors a veure el film al cinema.
La reunió continuarà en festes privades per celebrar el futur èxit de l'obra audiovisual en petit comitè.
Les entrades són molt importants en espectacles d'aquest tipus, ja que sense ella no hi podràs accedir, les figures dels guàrdies de seguretat s'encarreguin d'això. Per altra banda, també és important tenir un photocall, on apareixeran els patrocinadors i posaran les estrelles. També hi haurà pòsters de la pel·lícula amb el títol de l'obra a presentar, la data d'estrena, els directors i actors i actrius participals, entre altres informacions.
Tot i que l'esdeveniment sigui a porta tancada, és molt important promocionar-lo perquè d'aquesta manera es crea un punt d'atenció en l'estrena i s'incita a la gent externa a voler formar part de l'experiència; fent que, un cop s'estreni el film, el públic assisteixi a la sala de cinema, teatre, museu d'exposició per veure la corresponent creació.
No s'ha d'oblidar en cap moment que l'organització d'una exhibició com aquesta, comporta un gran cost econòmic que val la pena assumir com a estratègia de mercat perquè posteriorment s'aconseguirà captar el públic objectiu.